# Cavok Airlines
Cavok Airlines je ukrajinská nákladní letecká společnost se sídlem v Kyjevě a základnou v Kišiněvě, která provozuje především charterové lety do Evropy.

## Historie
Společnost Cavok Airlines byla založena v roce 2011 a zahájila letový provoz 26. dubna 2012 poté, co získala ukrajinské AOC. Je oprávněna létat po celém světě.
Název Cavok odkazuje na meteorologický kód CAVOK, používaný v letectví a popisující dobré vizuální letové podmínky.

## Destinace
Letadla společnosti Cavok Airlines často přistávají v Británii (Birmingham) nebo v Německu; jsou tedy často vidět (a zejména slyšet) i nad Českem. Na letišti Lipsko/Halle má letecká společnost základnu až pro čtyři letouny An-12. Nabízeny jsou pouze charterové lety, z nichž některé jsou ad hoc. Pravidelné lety nejsou nabízeny.

## Flotila
K dubnu 2023 tvořilo flotilu šest letadel Antonov An-12 (UR-CKL, UR-CKM, UR-CEZ, UR-CNN, UR-CBG a UR-CJN) s průměrným stářím okolo 50 let. Kromě toho létá pro společnost ještě jeden Antonov 12 (UR-KDM), který je však již rok uskladněn na letišti Bila Cerkva u Kyjeva za účelem údržby.

## Letecké nehody a incidenty
Dne 29. července 2017 havaroval na Svatém Tomáši v Africe jediný letoun An-74 společnosti Cavok Airlines (registrace UR-CKC). Posádka přerušila vzlet poté, co do levého motoru narazil pták, letoun přeletěl konec dráhy a přistál v příkopu. Pět členů posádky utrpělo zranění. Letadlo bylo poškozeno natolik, že muselo být odepsáno.